# Anadia altaserrania
Anadia altaserrania — вид ящірок родини гімнофтальмових (Gymnophthalmidae). Ендемік Колумбії.

## Поширення і екологія
Anadia altaserrania відомі з типової місцевості, розташованої на півдні гірського масиву Сьєрра-Невада-де-Санта-Марта на північному сході Колумбії. Вони живуть на високогірних луках парамо, на висоті від 3383 до 3452 м над рівнем моря.